# Дим Денг, Доминик
Доминик Дим Денг (англ. Dominic Dim Deng) (1 марта 1950 — 2 мая 2008) — известный суданский военный деятель, один из командиров Народной армии освобождения Судана, первый министр обороны в правительстве Южного Судана.

## Биография
Доминик Дим принадлежал к этнической группе динка, родился в небольшом посёлке Адол в регионе Бахр-эль-Газаль. В 1966 году, в возрасте 16 лет, Доминик присоединился к повстанцам Южного Судана в Первой суданской гражданской войне. Мирное соглашение было подписано в 1972 году, Доминик Дим Денг закончил войну в звании лейтенанта. После подписания перемирия он продолжил службу в вооружённых силах Судана. В 1986 году ему было присвоено звание полковника. В 1987 году Доминик принял решение дезертировать из армии Судана и присоединился к повстанческим отрядам Юга страны.
Так как Доминик Дим Денг был кадровым суданским офицером, его назначили заместителем командующего по Северной зоне (командиром был президент Южного Судана Салва Киир). Два года спустя он был назначен командующим по Центральной зоне (штаб-квартира в городе Бор, регион Джонглий). В 1991 году Доминик был тяжело ранен и командование отправило его на лечение в Лондон. Находясь на больничном, Дим Денг поступил в Лондонский университет и получил степень бакалавра в области делового администрирования. В 1999 году Доминик был назначен командующим по Северной зоне (регион Бахр-эль-Газаль).
В 2005 году было подписано Найвашское соглашение, положившее конец гражданской войне. Доминику было присвоено звание генерал-лейтенанта. В 2007 году он стал первым министром обороны Южного Судана.
Погиб 2 мая 2008 года в авиакатастрофе вместе со своей женой. Небольшой самолёт Beechcraft 1900 упал при невыясненных обстоятельствах.

## Личная жизнь
Доминик Дим Денг был женат на Жозефине Акен, с которой познакомился ещё в школе; они поженились в 1973 году. У них осталось восемь детей и двое внуков.